# Huis clos (Sartre)
Pour les articles homonymes, voir Huis clos.
 (avril 2014).
Si vous disposez d'ouvrages ou d'articles de référence ou si vous connaissez des sites web de qualité traitant du thème abordé ici, merci de compléter l'article en donnant les références utiles à sa vérifiabilité et en les liant à la section « Notes et références ».
Huis clos est une pièce de théâtre en un acte de Jean-Paul Sartre, rédigée à la fin de l'année 1943, représentée pour la première fois le 27 mai 1944 au théâtre du Vieux-Colombier, à Paris, et publiée par Gallimard en 1945. Cette pièce est symbolique de l'existentialisme, mouvement littéraire du début du XXe siècle où l'être humain est défini par ses actes. Sartre pensait avoir écrit une pièce drôle.

## Résumé
Trois personnages se retrouvent à leur mort dans une même pièce. Il s'agit de Garcin, journaliste, Inès, employée des Postes et Estelle, une riche mondaine. Ils ne se connaissent pas, viennent de milieux très différents, ne partagent ni les mêmes convictions ni les mêmes goûts.
Dans cette pièce débute alors un procès à huis clos où chacun des trois personnages juge et est jugé sur les actes qui composent son existence. Jean-Paul Sartre décrit ici « son enfer » dans lequel il n'y a ni bourreau, ni instruments de torture physique : « l'enfer, c'est les autres ».
Cette phrase, qui a valu à Sartre les pires accusations, explique seulement que la vie « se ressent, se perçoit » à travers les autres ; rien ne vaut les individus qui nous font prendre conscience de nous-même, de la triste réalité humaine, mais qui restent nécessaires pour se réaliser[réf. nécessaire]. Les trois protagonistes se débattent sans cesse pour échapper à leur situation mais l'Enfer finit par reprendre le dessus.
Cette pièce de théâtre est en un acte composé de cinq scènes, dont la dernière est hypertrophiée.

### Scène 1
Garcin, mort, est en enfer. Il entre accompagné du garçon d'étage dans un salon, style second Empire. Garcin demande au garçon d'étage où sont les machines de torture, il n'y en a pas, mais le garçon d'étage prétend que tous ses "clients" sont pareils : ils veulent tous les pals et leurs objets de toilette. Garcin prétend ne pas avoir peur. Le garçon s'en va.
Cette scène d'exposition étonne car elle ne répond à aucune des questions du spectateur. Les personnages semblent tout au long de la scène connaître des détails nécessaires à sa compréhension.

### Scène 2
Garcin se retrouve seul et appelle vainement le garçon.

### Scène 3
Inès entre. Confuse, elle demande à Garcin où est Florence. Garcin lui explique qu'il ne connaît pas Florence et qu'ils sont "logés à la même enseigne".
Inès prend Garcin pour son bourreau. Celui-ci sursaute, rit, puis lui explique que non et tente un dialogue et des règles de vie comme la politesse. Réponses froides et brutales d'Inès.

### Scène 4
Estelle entre et se fait expliquer la situation par Garcin, même si elle ne fait pas face à la réalité et préfère s'inquiéter du fait que sa robe n'est pas assortie à la couleur des canapés.

### Scène 5
Dans la cinquième scène, on en apprend beaucoup plus sur le caractère de chacun des personnages ; on comprend également les raisons de leur arrivée en enfer.
Estelle est morte d'une pneumonie ; Inès par intoxication au monoxyde de carbone ; et Garcin de douze balles dans la peau. Estelle se demande pourquoi ils sont mis ensemble et s’ils se connaissent. Garcin pense que c’était le hasard, Inès est convaincue d'une préméditation quelconque ; Estelle quant à elle continue de prétendre qu’elle n’a rien fait, et que son arrivée est sûrement une erreur. Elle assure avoir toujours été irréprochable, à l'instar de Garcin.
Après avoir beaucoup discuté, Garcin propose de dire la vérité et par cela on apprend les raisons pour lesquelles les trois personnages sont en enfer. Garcin est un déserteur et a torturé sa femme. Il avait une maîtresse avec laquelle il fit l’amour devant les yeux de sa femme. Inès confesse alors qu’elle entretenait une liaison avec Florence, la femme de son cousin, et qu'elle a poussé ce dernier sur des rails. Après ces évènements, les deux femmes se sont trouvées intoxiquées, gazées. De son côté, Estelle nie toujours avoir fait quoi que ce soit de répréhensible. Cependant, lorsque Garcin s'interroge sur son expression effrayée au moment de son entrée dans la salle, elle commence son histoire : elle était enceinte de son amant Roger. Et quand le bébé est né, elle l’a lancé dans un lac. De désespoir, à la suite de cet évènement, Roger s’est tué.
Inès a une vision : un couple vivant dans son ancienne chambre ; ils font l’amour. Estelle, quant à elle, voit Olga, sa meilleure amie, et son amant, Pierre, dansant ensemble. Après, Estelle demande à Garcin de l’embrasser, mais à cet instant Garcin est lui aussi pris d'une vision dans laquelle il entend ses anciens amis qui le traitent de lâche. Quand Garcin veut quitter le salon la deuxième fois il y arrive ; cependant il ne peut pas partir. Car à présent c'est Inès qui le traite de lâche. Après Estelle tente de pousser Inès dans le couloir mais Garcin a besoin d'elle car elle est la seule à pouvoir l'absoudre. Tant qu'elle pensera qu'il est lâche, il se considèrera comme tel et souffrira. Ils remarquent tous qu’ils doivent rester là pour toujours, non pas à cause d'une obligation extérieure, mais parce qu'ils ont besoin du regard favorable des autres sur leurs actions pour ne plus en ressentir la honte. Ainsi, ils comprennent que la torture en enfer, c’est la torture non pas physique mais psychologique des autres.

## Personnages

### Joseph Garcin
Comme celui des deux autres protagonistes, le caractère de Garcin se révèle en plusieurs sections de l’œuvre.
Garcin est le premier protagoniste qui arrive en enfer. Il était journaliste et homme de lettres dirigeant un journal pacifiste. Il vivait à Rio avec sa femme et a été fusillé pour désertion.
À son arrivée, il prétend être calme mais, en vérité, il a très peur. Étant seul dans la chambre infernale, il tape contre la porte fermée jusqu'à épuisement. Quand Inès entre, il essaie de se comporter poliment mais la femme découvre sa véritable nature. Un tic de la bouche qui révèle sa nervosité la dégoûte. Il feint d’être un gentilhomme envers Estelle, la troisième protagoniste. Il lui abandonne son canapé et garde sa veste malgré la chaleur lorsqu'elle le lui demande. De plus, il se présente comme un héros pacifiste qui devait mourir car il vivait selon ses principes. Sa thèse pour expliquer leur communauté en enfer est qu'ils sont tous trois là par hasard. Plus tard, il propose aux femmes de se taire et d'arrêter toute communication afin d'échapper au système infernal dans lequel ils sont emprisonnés. Cependant, après un bref instant de silence, les deux femmes recommencent à parler, ce qui amène Garcin à céder à son tour. Il leur reproche alors de ne jamais pouvoir s'arrêter de parler et dit que ça aurait été plus simple s'il avait été enfermé ici avec des hommes, qui, selon lui, savent mieux être disciplinés.
Après cet échec, Garcin change complètement et montre son vrai caractère. Il devient agressif, ordinaire, et trahit la vraie raison pour laquelle il est en enfer : il est un homme cruel ayant pris, durant sa vie, du plaisir à faire souffrir sa femme en la trompant ostensiblement sans rien regretter. De plus, il tendait vers l'alcoolisme et avait déserté. Sa prise de conscience révèle que sa lâcheté est insoutenable pour lui. Par conséquent, il demande à Estelle de lui affirmer qu'il n'est pas lâche, espérant trouver auprès d'elle un réconfort moral tout d'abord. Mais celle-ci ne veut que de la satisfaction sexuelle et n’est pas intéressée par les souffrances morales de Garcin. Ainsi dégoûté d’Estelle, il s’adresse à Inès. En effet, il pense que la seule façon pour lui de trouver le réconfort moral dont il a besoin est d'entendre de la bouche d'Inès qu'il n'est pas un lâche car elle est, selon lui, de « sa race » et saura donc faire office de juge pour affirmer s'il est, ou non, lâche. Quand la porte s’ouvre, il n’arrive pas à sortir parce qu’Inès est la seule personne qui peut le sauver en se portant garante pour son courage. Mais Inès se venge de sa relation avec Estelle et ne lui donne pas ce dont il a besoin. En conséquence, Garcin est condamné à passer l’éternité en enfer pour avoir mené une existence de lâche.

### Inès Serrano
De première apparence, Inès semble être impolie et peu aimable. Elle est la deuxième protagoniste à arriver en enfer et répond sèchement aux questions de Garcin car il la gêne et la répugne. Comme elle se sent supérieure, on a l’impression qu’elle est arrogante. Contrairement aux autres, elle ne se fait pas d’illusions sur l'endroit où elle se trouve et admet qu’elle a peur.
Elle vivait dans un appartement avec Florence, la veuve de son défunt cousin, et était employée des Postes. Inès se décrit comme une femme "damnée" de son vivant pour cause de son homosexualité ; c'est le jugement moral de la société des hommes qui lui sert à se caractériser dans un premier temps. Mais si elle se retrouve en enfer en compagnie des autres personnages, ce n'est pas à cause de ce qu'elle est mais à cause de ses actes qui représentent la méchanceté : elle a eu une liaison avec Florence qu'elle a peu à peu détournée de son époux ; ce dernier est poussé sous un train par Inès. Elle présente alors sa mort comme un suicide. Inès est donc la cause principale de ce suicide et elle reprochait à sa compagne d'en être autant responsable qu'elle. Ces reproches torturent son amante. Une explication de son comportement est que, comme elle le dit, « moi je suis méchante, ça veut dire que j'ai besoin de la souffrance des autres pour exister », ce qui s'apparente à du sadisme. Peut-être que l'infériorité sociale d'Inès vis-à-vis des autres la pousse à les réduire, tel un bourreau, dans une recherche de supériorité. À la fin, Florence a tué Inès et elle-même avec du gaz parce qu’elle ne pouvait plus supporter les remords qui la rongeaient.
Inès a donc causé trois morts. Elle est totalement consciente de ce qu’elle a fait. Pour la suite de l’histoire, Inès est indispensable dans la mesure où elle représente le premier bourreau : elle force les autres à admettre les vraies raisons de leur présence en enfer. Le « démasquage » des autres est accompagné par des surnoms ironiques (« Héros sans reproche », « la petite sainte ») et des commentaires pointus (« Vous jouez la comédie »). Par conséquent, Inès les oblige à avouer leurs crimes et leur fait comprendre qu’ils sont pleinement responsables de ce qu’ils ont fait. De plus, Garcin et Estelle doivent reconnaître ce qu’ils ont raté et prendre conscience de leur lâcheté. Mais Inès doit aussi accepter certains aspects d'elle-même : « Je me sens vide ». Inès ne peut plus se justifier ni corriger sa vie. Son impuissance est sa torture.
Inès est la première à trouver le mécanisme de cet 'enfer' en disant : « Le bourreau, c'est chacun de nous pour les deux autres ».

### Estelle Rigault
Estelle Rigault, une riche mondaine qui était mariée avec un vieillard, est morte d’une pneumonie. Elle entre comme troisième protagoniste dans la chambre infernale.
Pendant la première rencontre avec les deux autres, on apprend qu’elle est bavarde et superficielle (elle veut que la couleur du canapé aille avec celle de sa robe). En outre, elle est si délicate qu’elle insiste pour que l'on utilise le mot « absent » au lieu du mot « mort » en sa présence. Quand Garcin essaie de se taire, elle déploie aussi une vanité intense en cherchant un miroir pour appliquer du maquillage. Inès propose alors de l’aider comme « miroir vivant ». Plus tard, Estelle découvre qu'Inès éprouve des sentiments pour elle, et la rejette.
Comme les deux autres, Estelle ne révèle pas immédiatement la vraie raison de sa présence en enfer mais raconte une histoire fausse pour apitoyer les autres : pauvre orpheline, elle s’est mariée avec un vieillard pour soutenir financièrement son frère malade. Elle a eu une relation extraconjugale à laquelle elle mit un terme après que son amant a voulu un enfant d’elle. Par conséquent, elle explique sa présence dans l’endroit infernal par le gaspillage de sa jeunesse avec un vieillard. Évidemment, Inès, avec sa bonne connaissance des femmes, ne la croit pas. En créant une alliance de torture psychique avec Garcin, Inès révèle le vrai caractère d’Estelle ainsi que ses crimes : la bourgeoise a tué son bébé sous les yeux du père qui était son amant. Celui-ci s’est suicidé à cause d’elle. « La petite sainte » est donc une femme adultère et une infanticide sans scrupule. L’égoïste femme ne voulait pas rompre ouvertement avec les règles de la société et avait une réputation à sauver. Sa dépendance totale aux autres se montre clairement.
De plus, elle avait besoin de l’affection des hommes et ce trait de caractère persiste encore en enfer : elle se jette dans les bras de Garcin mais le couple est constamment dérangé par la jalousie d’Inès. D’ailleurs, Estelle n’est pas intellectuellement capable de satisfaire Garcin, qui a besoin de confirmation durable (Estelle : « je n’ai pas de confiance à donner moi »). Tragiquement, la femme coquette n'admet pas qu’elle soit morte : elle dit même : « la terre m’a quitté » et essaie de tuer Inès à la fin. Cette dernière ajoute : « Tu sais bien que je suis morte ! », et à Estelle de répondre « Morte ? » et finalement un fou-rire emporte les trois protagonistes.

### Le garçon d'étage
On ne sait que très peu de choses sur lui. Il n'apparaît que trois fois dans la pièce et tient un rôle mineur dans celle-ci. Mais il est calme et connaît à l'avance les réactions que vont avoir Inès et Garcin à leur arrivée dans leur chambre : "où sont les pals ? " et suivi de "où sont les brosses à dents ?". On peut imaginer qu'il connait ces réactions parce qu'il a eu d'autres "invités", il peut aussi être le diable lui-même, ou un miroir simple et poli... redoutablement efficace et aux silences machiavéliques. Il est souvent habillé en noir, notamment dans la représentation de la Comédie Française.

## Extraits

### Scène 5, page 30
Inès
Je vois. (Un temps.) Pour qui jouez-vous la comédie ? Nous sommes entre nous.
Estelle, avec insolence.
Entre nous ?
Inès
Entre assassins. Nous sommes en enfer, ma petite, il n'y a jamais d'erreur et on ne damne jamais les gens pour rien.
Estelle
Taisez-vous.
Inès
En enfer ! Damnés ! Damnés !
Estelle
Taisez-vous. Voulez-vous vous taire ? Je vous défends d'employer des mots grossiers.
Inès
Damnée, la petite sainte. Damné, le héros sans reproche. Nous avons eu notre heure de plaisir, n'est-ce pas ? Il y a des gens qui ont souffert pour nous jusqu'à la mort et cela nous amusait beaucoup. À présent, il faut payer.
Garcin, la main levée.
Est-ce que vous vous tairez ?
Inès, le regard sans peur, mais avec une immense surprise.
Ha ! (Un temps.) Attendez ! J'ai compris, je sais pourquoi ils nous ont mis ensemble.
Garcin
Prenez garde à ce que vous allez dire.
Inès
Vous allez voir comme c'est bête. Bête comme chou ! Il n'y a pas de torture physique, n'est-ce pas ? Et cependant, nous sommes en enfer. Et personne ne doit venir. Personne. Nous resterons jusqu'au bout seuls ensemble. C'est bien ça ? En somme, il y a quelqu'un qui manque ici : c'est le bourreau.
Garcin, à mi-voix.
Je le sais bien.
Inès
Eh bien, ils ont réalisé une économie de personnel. Voilà tout. Ce sont les clients qui font le service eux-mêmes, comme dans les restaurants coopératifs.
Estelle
Qu'est-ce que vous voulez dire ?
Inès
Le bourreau, c'est chacun de nous pour les deux autres.

## Style
Le style est familier. Le niveau de langue évolue durant la pièce : au début ils sont polis et se vouvoient, à la fin ils se tutoient comme s'ils se connaissaient intimement.
Ils utilisent même un vocabulaire plutôt familier, se parlant assez sèchement parfois.

## Thèmes
Pièce en un seul acte et cinq scènes, créée le 27 mai 1944 au théâtre du Vieux Colombier, Huis Clos est la pièce la plus connue de Jean-Paul Sartre. L'enfer, affirme l'auteur, n'est pas le lieu de la torture physique, mais celui du jugement implacable d'autrui porté sur nous. Nos actes nous engagent tout entier et ne peuvent plus être modifiés. Une fois la mort advenue, nous n'avons aucune prise sur ce que le reste du monde en fera et la façon dont il les interprétera. Les trois personnages du drame en font l'amère expérience, chacun obsédé par son histoire, chacun en position de victime sous le regard accusateur des deux autres, chacun condamné pour l'éternité à en subir le poids. Il n'y a pas d'échappatoire : même quand la porte est ouverte, ils ne peuvent sortir du salon où ils sont retenus. Car c'est là aussi tout le paradoxe de l'affaire : ils sont devenus inséparables et totalement interdépendants les uns des autres : « les autres sont au fond ce qu'il y a de plus important en nous-mêmes pour notre propre connaissance de nous-mêmes », dira Sartre en préambule à l'enregistrement phonographique de la pièce en 1965. Souvent comprise comme une mise en scène de la théorie du regard de Sartre, développée dans l'Être et le Néant, cette pièce est également vue par certains comme un texte plus politique visant à défier la censure et l'idéologie vertueuse du régime de Vichy.

## «L'enfer c'est les autres»: Commentaire de l'auteur
« “ L'enfer c'est les autres ” a été toujours mal compris. On a cru que je voulais dire par là que nos rapports avec les autres étaient toujours empoisonnés, que c'était toujours des rapports infernaux. Or, c'est tout autre chose que je veux dire. Je veux dire que si les rapports avec autrui sont tordus, viciés, alors l'autre ne peut être que l'enfer. Pourquoi ? Parce que les autres sont, au fond, ce qu'il y a de plus important en nous-mêmes, pour notre propre connaissance de nous-mêmes. Quand nous pensons sur nous, quand nous essayons de nous connaître, au fond nous usons des connaissances que les autres ont déjà sur nous, nous nous jugeons avec les moyens que les autres ont, nous ont donné, de nous juger. Quoi que je dise sur moi, toujours le jugement d'autrui entre dedans. Quoi que je sente de moi, le jugement d'autrui entre dedans. Ce qui veut dire que, si mes rapports sont mauvais, je me mets dans la totale dépendance d'autrui et alors, en effet, je suis en enfer. Et il existe une quantité de gens dans le monde qui sont en enfer parce qu'ils dépendent trop du jugement d'autrui. Mais cela ne veut nullement dire qu'on ne puisse avoir d'autres rapports avec les autres, ça marque simplement l'importance capitale de tous les autres pour chacun de nous. »

— Sartre, Entrevue avec Moshé Naïm, 1964.

## Anecdote
Selon l'auteur et journaliste québécois Jean Béraud (de son véritable nom Jacques Laroche, 1899-1965), en raison de la situation en Europe, Sartre n'avait pu assister à Huis clos lors de sa création. En janvier 1946, toutefois, la pièce avait pris l'affiche au Gesù de Montréal où elle avait remporté un vif succès. Béraud rapporte que « Venu peu après à Montréal pour y donner une conférence, Jean-Paul Sartre, n’ayant jamais vu jouer Huis-Clos, prie le directeur de l’Equipe de lui faire entendre sa pièce. Cela se passe un soir à minuit et l’auteur est de toute évidence assez impressionné, puisqu’il demande après cette représentation privée si les interprètes auraient la gentillesse de la répéter. Ceux-ci se rendent à son désir, au prix d’une fatigue que l’on imagine, surtout dans le cas de Roger Garceau qui, en matinée et en soirée, venait de jouer le spectacle de l’Arcade ! » .

## Éditions et productions

### Principales productions
- Théâtre du Vieux-Colombier, 1944 (création)[9]. Mise en scène de Raymond Rouleau, scénographie de Max Douy[10]. Avec Michel Vitold (Garcin), Tania Balachova (Inès), Gaby Sylvia (Estelle), R.J. Chauffard (le garçon).
- Théâtre des Mathurins, puis tournée Herbert-Karsenty[11],[12], 1967. Mise en scène de Michel Vitold, décors de Roger Pellerin. Avec Daniel Gélin (Garcin), Jacqueline Danno (Inès), Fabienne Djanaieff (Estelle), Roland Monk (le garçon).
- Théâtre Gérard Philipe, Saint-Denis, 1977[9]. Mise en scène de Andréas Voutsinás. Avec Robert Hossein (Garcin), Gaby Sylvia (Inès), Christine Audhuy (Estelle), Pierre-Jacques Moncorbier (le garçon)
- Théâtre des Mathurins[9],[13], puis tournée Herbert-Karsenty[12], 1981. Mise en scène de Georges Wilson, décors de Jacques Marillier[14], musique de Daniel Gélin. Avec Daniel Gélin (Garcin), France Delahalle puis Annie Bertin[12] (Inès), Nicole Calfan, Christine Delaroche puis Marie-Georges Pascal[12](Estelle), François Marié (le garçon).
- Comédie-Française, 1990[9]. Mise en scène de Claude Régy, scénographie de Roberto Plate. Avec Michel Aumont (Garcin), Christine Fersen (Inès), Muriel Mayette (Estelle), Jean-Yves Dubois (le garçon).
- Théâtre Marigny, 2000[9]. Mise en scène de Robert Hossein, scénographie de François de Lamothe. Avec François Marthouret (Garcin), Claire Nebout (Inès), Claire Borotra (Estelle), Yves Le Moign' (le garçon).
- Théâtre du Nouveau Monde, Montréal, 2010[9]. Mise en scène de Lorraine Pintal, costumes de Marc Senécal. Avec Patrice Robitaille (Garcin), Pascale Bussières (Inès), Julie Le Breton (Estelle), Sébastien Dodge (le garçon).

### Productions non francophones
Biltmore Theatre, Broadway, New York, 1946.
Mise en scène de John Huston.
Avec Claude Dauphin (Garcin), Annabella (Inès), Ruth Ford (Estelle), Peter Kass (en) (le garçon).
Teatro Brasileiro de Comédia, São Paulo, 1950
Mise en scène d'Adolfo Celi.
Avec Sérgio Cardoso (pt) (Garcin), Cacilda Becker (pt) (Inês), Nydia Licia (pt) (Estela), Carlos Vergueiro (pt) (le garçon).
Teatro Poliorama, Barcelone, 1967.
Mise en scène d'Adolfo Marsillach, adaptation d' Alfonso Sastre.
Avec Adolfo Marsillach (Garcin), Nuria Espert (Inès), Gemma Cuervo (Estelle), Gerardo Malla (es) (le garçon).
Teatro Bellas Artes, Madrid, 1993.
Mise en scène de Miguel Narros (es).
Avec Carmelo Gómez (Garcin), Mercedes Sampietro (Inès), Aitana Sánchez-Gijón (Estelle), Carlos Alberto Abad (le garçon).
Sala Rajatabla, Caracas, 2014.
Mise en scène de Loredana Volpe, adaptation de Loredana Volpe.
Avec Edmundo Bianchi (Garcin), Loredana Volpe (Inès), Fabiola Arace (Estelle), Reinaldo Navas (le garçon).
Teatro Akadèmia, Barcelone, 2017.
Mise en scène de Loredana Volpe, adaptation de Loredana Volpe.
Avec Oriol Casals (Garcin), Aida Oset (Inès), Laura Pujolàs (Estelle), Pau Sastre (le garçon).

### Adaptations cinématographiques
- Jacqueline Audry réalisa une adaptation au cinéma en 1954, Huis clos, assez libre dans la mesure où l'unité de lieu ("huis clos") n'y est plus respectée et le nombre de personnages se trouve nettement augmenté.
- 1962 : Huis clos (No Exit) de Tad Danielewski
- 1965 : Huis clos, octobre 1965, adaptation télévisée par Michel Mitrani
- Richard Kelly : The Box, 2009. Dans ce film américain de 2009 adapté d'une nouvelle de Richard Matheson, les références à l'univers sartrien se multiplient. Le rôle principal tenu par Cameron Diaz est celui d'une professeur de français que l'on voit enseigner Huis Clos à ses élèves. De plus, à un instant du film, la mention "No Exit" est inscrite avec un doigt sur le pare-brise de sa voiture, "No Exit" étant le titre anglo-saxon de la pièce.
- Tim Robbins dans le film Human Nature (2001) de Michel Gondry se retrouve après sa mort jugé dans une maison sans issue, racontant sa vie pour l'éternité.
- The Good Place, série comique américaine avec Kristen Bell et Ted Danson, dans laquelle une jeune femme débarque par erreur au paradis et est forcée de se tourner vers la philosophie pour ne pas finir en enfer. Mais ce paradis se révèle rapidement être un enfer caché où la torture vient des personnages eux-mêmes.